# 中山拓哉
中山 拓哉（なかやま たくや、1994年7月24日 - ）は、日本の男子バスケットボール選手である。神奈川県横浜市泉区出身。身長182cm、体重82㎏で、ポジションはポイントガード、シューティングガード。Bリーグ・B1の秋田ノーザンハピネッツに所属している。

## 来歴

### 大学
東海大学付属相模高校卒業後、2013年に東海大学に入学、バスケットボール部に入部する。背番号は13を着けた。
1年次、関東大学バスケットボール新人戦ではスターティングメンバーに選ばれ、1学年上のベンドラメ礼生らと共に優勝に貢献した。
2年次、新人戦では筑波大学に敗れ準優勝に終わったものの、中山は優秀選手賞に選ばれた。2015年2月には2015年夏季ユニバーシアード日本代表候補として強化合宿に招集されたが、代表入りは逃した。
3年次の2016年2月には2017年夏季ユニバーシアードに向けた日本代表候補に選出された。
4年次、リーグ戦では、主戦のポイントガード伊藤達哉の怪我で、本来シューティングガードの中山がポイントガードの役割も担った。インカレでは決勝戦で筑波大学に敗れ準優勝に終わったものの、中山は大会通算21個のアシストを決め、アシスト王のタイトルと優秀選手賞を獲得した。2017年1月のオールジャパンでは3回戦で前回優勝のシーホース三河と対戦し、敗れたものの中山は11得点を挙げた。

### プロ選手として
1月12日、B1の秋田ノーザンハピネッツと、大学在学中でも契約できる「特別指定選手」制度によって選手契約を結ぶ。背番号は17を着けた。2017-18シーズンは、体格を大きくした上に主力として活躍、B2スティール王を獲得した。
2018-19シーズンは、「大学からディフェンス主体のバスケをやってきたので、ペップ式は合っている。もっと積極的にディフェンスを仕掛けていったり、リバウンドにも絡んで数字でも残していきたい。」とテレビインタビューで、開幕前の決意を述べる。12月23日の千葉ジェッツ戦では11得点14リバウンド10アシストを挙げ、日本人選手としては宇都直輝（富山グラウジーズ）以来2人目となる“トリプルダブル”を達成。12月の「Player of the Month」を受賞した。

## 個人成績
| シーズン | チーム | GP | GS | MPG  | FG%  | 3P%  | FT%  | RPG | APG | SPG | BPG | TO  | PPG |
| -------- | ------ | -- | -- | ---- | ---- | ---- | ---- | --- | --- | --- | --- | --- | --- |
| 2016-17  | 秋田   | 22 | 5  | 16.5 | 45.9 | 40.7 | 66.7 | 2.0 | 1.2 | 0.9 | 0.1 | 0.8 | 4.7 |
| 2017-18  | 秋田   | 56 | 44 | 24   | 45.7 | 31.7 | 59.4 | 4.3 | 3.8 | 2.1 | 0.1 | 1.4 | 8.5 |
| 2018-19  | 秋田   |    |    |      |      |      |      |     |     |     |     |     |     |

### プレイオフ
| シーズン | チーム | GP | GS | MPG   | FG%  | 3P%  | FT%  | RPG | APG | SPG | BPG | PPG |
| -------- | ------ | -- | -- | ----- | ---- | ---- | ---- | --- | --- | --- | --- | --- |
| 2017-18  | 秋田   | 5  | 3  | 20.37 | .265 | .250 | .500 | 5.4 | 3.4 | 1.4 | 0   | 4.4 |

## 参考資料
1. 1 2 3 4  『【新入団】選手契約合意のお知らせ』（プレスリリース）秋田ノーザンハピネッツ、2017年1月12日。2017年1月13日閲覧。
2. ↑  “【2013新人戦】6/16 決勝 東海大VS青山学院大”. BOFweblog.   Basketball of Japan (2013年6月16日). 2017年1月13日閲覧。
3. ↑  “【2014新人戦】最終結果”. BOFweblog.   Basketball of Japan (2014年6月22日). 2017年1月13日閲覧。
4. ↑  『平成26年度男子ユニバーシアード日本代表チーム　第1次強化合宿開催のお知らせ』（プレスリリース）日本バスケットボール協会、2015年2月5日。2017年1月13日閲覧。
5. ↑  『平成28年度男子ユニバーシアード日本代表チーム　日本代表候補選手発表』（プレスリリース）日本バスケットボール協会、2016年2月24日。2017年1月13日閲覧。
6. ↑  松原貴実 (2016年11月1日). “4連覇は成らずもチームとして成長できたリーグ戦（東海大学4年 #13 中山拓哉）”. バスケットボールスピリッツ.   アートグラフィック新潟. 2017年1月13日閲覧。
7. ↑  “秋田が東海大学4年中山と選手契約「ハツラツとしたプレーで貢献したい」”. バスケットボールキング.  フロムワン (2017年1月13日). 2017年1月13日閲覧。
8. ↑  全日本大学バスケットボール連盟
9. ↑  “第92回天皇杯・第83回皇后杯(オールジャパン2017)　4日目　男子3回戦　-B.LEAGUE出場チーム中、最下位(12位)の仙台89ERSが5位の三遠ネオフェニックスを破り、ベスト8進出-”.   日本バスケットボール協会 (2017年1月5日). 2017年1月13日閲覧。
10. ↑  秋田朝日放送 (2018年9月22日). “ハピネッツ、金足農に続き旋風を起こせるか？白浜僚祐、中山拓哉が開幕に向けた赤裸々激白”. 2018年9月22日閲覧。
11. ↑  “https://twitter.com/bbking_jp/status/1085362986263359488”. Twitter. 2023年2月5日閲覧。